# Cistus sintenisii
Cistus sintenisii är en solvändeväxtart som beskrevs av René Verriet de Litardière. Cistus sintenisii ingår i släktet Cistus och familjen solvändeväxter. Dess utbredningsområde är Albanien och Grekland.
Det vetenskapliga artepitetet sintenisii hedrar Paul Sintenis (1847-1907), en tysk botaniker och växtsamlare.
Cistus albanicus, som beskrevs av E. F. Warb. ex Heywood, ses idag som en synonym till Cistus sintenisii.